# Битва при Акбат аль-Бакре
Битва при Акбат аль-Бакре (исп. Batalla de Aqbat al-Bakr) — сражение, произошедшее 2 июня 1010 года в районе современного Эспьеля, Испания, во время борьбы за трон кордовского халифа между войсками Сулеймана аль-Мустаина и войсками Мухаммада ибн Хишама, поддержанного христианскими отрядами.

## Предыстория
В ноябре 1009 года Кордова была взята войсками Сулеймана аль-Мустаина, который был провозглашён своими сторонниками халифом. Свергнутый халиф Мухаммад II и поддерживавший его военачальник Мухаммад ибн Хишам бежали в Толедо и стали собирать силы для возвращения к власти. Мухаммад ибн Хишам договорился о союзе с франкскими графами Рамоном Боррелем, графом Барселоны и Эрменголом I, графом Урхеля. Каждый граф получал по 200 динаров, и вместе они поставили 9 000 солдат, которым платили по два динара день. Франкская армия соединилась с армией Мухаммада в Толедо, и вместе они двинулась к Кордове.

## Ход сражения
Получив известие о приближении Мухаммада с армией из тридцати тысяч мусульман и девяти тысяч христиан, Сулейман, хотя число его врагов почти вдвое превышало его армию, выступил со своей берберской кавалерией из Кордовы в северном направлении. 
Две армии встретились в десяти милях от Кордовы у замка Эль-Вакар. Авангард Сулеймана начал атаку на поле, называвшемся Акбат аль-Бакр. Каталонская кавалерия его противника ответила мощной контратакой. Берберы расступились, чтобы пропустить их и окружить, но Сулейман, бывший в арьергарде со значительной частью армии, не понял маневра своего авангарда и отступил, увидев такое развитие битвы. 
Сулейман не осмелился укрыться в Кордове, и его войска бежали в крепость Захру, а затем в Альхесирас, чтобы оттуда переправиться в Африку. Мухаммад ибн Хишам занял Кордову и вернул на трон халифа Мухаммада II.